# هيرنان هيريرا
هيرنان هيريرا (بالإسبانية: Hernán Darío Herrera)‏ هو لاعب كرة قدم كولومبي، ولد في 28 أكتوبر 1957 في Angelópolis ‏ في كولومبيا. شارك مع منتخب كولومبيا لكرة القدم. أما مع النوادي، فقد لعب مع أتلتيكو ناسيونال وأمريكا دي كالي.

## وصلات خارجية
- هيرنان هيريرا على موقع قاعدة بيانات كرة القدم.إي يو (الإنجليزية)
- هيرنان هيريرا على موقع ناشيونال فوتبول تيمز (الإنجليزية)